# 67e régiment d'artillerie
Le 67e régiment d'artillerie (67e RA) est un régiment d'artillerie de l'Armée de terre française.
Il est créé en 1918 comme régiment d'artillerie antiaérienne (projecteurs) et dissous en 1920. Il est recréé en 1927 au sein de l'armée d'Afrique, comme régiment d'artillerie d'Afrique. Sous ce nom, il participe à la Seconde Guerre mondiale puis à la guerre d'Algérie. Il est réduit sous le nom de 67e groupe d'artillerie en 1962 puis dissous en 1963.

## Création et différentes dénominations
- août 1918 : création du 67e régiment d'artillerie antiaérienne
- décembre 1919 : dissous
- mai 1929 :formation du 67e régiment d'artillerie d'Afrique à partir du 3e groupe d'artillerie d'Afrique
- 1946 : dissous, devient Ier groupe du 67e régiment d'artillerie d'Afrique
- 1958 : renommé 67e régiment d'artillerie
- 1962 : renommée 67e groupe d'artillerie
- 1963 : dissous

## Historique des opérations et garnisons du régiment

### Régiment d'artillerie antiaérienne
Le 67e RA est créé en août 1918, pendant la Première Guerre mondiale, pour regrouper les compagnies de projecteurs de l'artillerie de défense contre aéronefs (DCA). Il est également appelé 67e RAA (le dernier A pour antiaérienne).
Avec le développement de l'aviation, l'artillerie s'organise progressivement pour faire face. Des unités, des postes de DCA sont créés. Ensuite, ces unités sont rattachées au 62e régiment d'artillerie de campagne  Puis, en octobre 1917 seront créés, dans le même but, d'autres unités :
- 63e RAA (DCA aux armées),
- 64e RAA (DCA à Paris)
- 65e RAA (DCA de l'Intérieur, sauf Paris)

En août 1918, le 63e RAA est réparti à son tour en quatre nouvelles unités spécialisées, dont le 67e RAA qui regroupe les douze compagnies de projecteurs.
Au 1er janvier 1920, le régiment est dissous et ses éléments rejoignent les nouveaux régiments d'artillerie de défense contre les aéronefs (RADCA), rattachés à l'Aéronautique militaire : il fournit deux compagnies de projecteurs à chacun aux 1er RADCA, 2e RADCA, 3e RADCA (qui reçoit également l'état-major et le peloton hors-rang), 4e RADCA et 5e RADCA.

### Régiment d'artillerie d'Afrique
Le régiment est recréé le 1er mai 1929 à partir du 3e groupe d'artillerie d'Afrique. Stationné à Constantine et Batna, il constitue l'artillerie de la division de Constantine.

### Seconde Guerre mondiale
À la mobilisation de 1939, il met sur pied :
- trois groupes qui restent rattachés au régiment (1, 2 et 4e groupes) ;
- deux groupes qui forment le 87e régiment d'artillerie d'Afrique (avec un troisième groupe formé à Castres) ;
- le 3e groupe devient le 387e régiment d'artillerie d'Afrique ;
- le 6e groupe devient 4e groupe du 65e régiment d'artillerie d'Afrique en mars 1940 ;
- le 55e groupe de défense aérienne du territoire/défense contre aéronefs (DAT/DCA).

Le 67e RAA constitue en 1939-1940 l'artillerie de la 83e division d'infanterie d'Afrique formée à partir de la division de Constantine. Cette dernière est reconstituée fin 1940 et le 67e RAA subsiste à trois groupes (un groupe de 75 tractés à Constantine, un groupe de 75 hippomobiles à Blida et un groupe mixte de montagne à Sétif). Un 4e groupe est créé en novembre 1942.
Les quatre groupes du participent à la campagne de Tunisie (novembre 1942 à mai 1943) avec la division de marche de Constantine.
En 1943, il est réorganisé sur le modèle américain avec trois groupes d'obusiers de 105 et un groupe de 155. Il constitue l'artillerie de la 3e division d'infanterie algérienne. Il combat en Italie en 1944 (bataille de Monte Cassino, bataille du Garigliano) puis en France.
Début janvier 1945, il combat dans les Vosges quand les Allemands lancent l'opération Nordwind pour reprendre Strasbourg. Les combats ont lieu au Nord et au Sud de la ville et Kilstett est le lieu de défense de ses accès : les Allemands sont contenus quand la 1re Armée décide de faire venir des Vosges des éléments d'artillerie 67e RA en appui à la Wantzenau et Hœrdt, pour protéger le 3e Régiment de Tirailleurs Algériens, le 7e Chasseurs, le 1er Régiment de Marche de la Légion Etrangère, le 3e Spahis.

### Après 1945
En mai 1946, le 67e RAA est dissous et forme le Ier groupe du 47e régiment d'artillerie et le Ier groupe du 60e régiment d'artillerie, rattachés respectivement aux groupements d'infanterie no 8 et no 7,. Resté à Constantine, le dépôt du régiment met sur pied le 10e groupe du 67e RAA, renommé Ier groupe du 67e RAA (I/67e RAA) le 1er août 1946.
Le régiment est donc réduit à son Ier groupe, rattaché en 1949 à la 21e division d'intervention algéro-tunisienne.
Le régiment est caserné au Quartier Gallifet, aux côtés du 8e Hussards[source insuffisante] et du 508e bataillon de transmissions.
En janvier 1956, le régiment est porté à trois groupes, en regroupant l'ancien I/67e RAA, le IVe groupe du régiment d'artillerie coloniale du Maroc (qui devient II/67e R.A.) et le 55e bataillon de tirailleurs algériens (devenu le III/67e RAA, qui est un groupe à pied). Les 1er et 3e groupes opèrent dans le Constantinois tandis que le 2e groupe est basé dans le Sud de l'Algérois. En 1958, le 67e régiment d'artillerie d'Afrique est renommé 67e régiment d'artillerie.
Le 2e groupe versé dans le I/23e RA en juillet 1961 et le 3e groupe est dissous à Sissonne en novembre 1962. Le 1er groupe, devenu 67e groupe d'artillerie en novembre 1962, est également dissous à Sissonne en novembre 1963.

## Étendard
Il porte, cousues en lettres d'or dans ses plis, les inscriptions suivantes :
- Maroc 1908
- Les Deux-Morins 1914
- Champagne 1915
- Verdun 1916-1917
- L'Aisne 1917
- Picardie 1918
- Djebel-Zaghouan 1943
- Abruzzes 1944
- Vosges 1944
- AFN 1952-1962